# Kazimierz Nowak (podróżnik)
Kazimierz Nowak (ur. 11 stycznia 1897 w Stryju, zm. 13 października 1937 w Poznaniu) – polski podróżnik, korespondent i fotograf, cyklista, pionier polskiego reportażu, który w latach 1931–1936 przebył samotnie kontynent afrykański, z północy na południe, a następnie z powrotem, pokonując około 40 tys. km rowerem, pieszo, konno, na wielbłądzie, czółnem oraz pociągiem.

## Zarys biograficzny

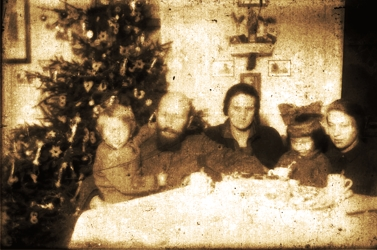
Kazimierz Nowak wraz ze swoją rodziną.

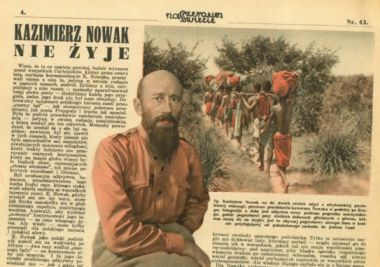
Artykuł informujący o śmierci podróżnika; tygodnik Na Szerokim Świecie, nr 41 z 1937.

Urodzony w Stryju (obecnie w obwodzie lwowskim), po I wojnie światowej przeniósł się do Poznania, gdzie pracował jako reporter w poznańskiej prasie.
Już jako dziecko marzył, by poznać Afrykę. Jednym z celów podjęcia podróży przez Afrykę było utrzymanie rodziny z honorariów za relacje. Były one publikowane w prasie polskiej (w czasopismach takich, jak „Światowid”, „Na Szerokim Świecie”, „Naokoło świata”, „Ilustracja Polska” i „Przewodnik Katolicki”), a także francuskiej, włoskiej i brytyjskiej. W swoich listach i na zdjęciach z podróży do Afryki, obok osobistych przeżyć, uchwycił niezwykłą kulturę, bogactwo przyrody i życie duchowe kontynentu afrykańskiego. Wypowiadał się przeciw kolonializmowi.
Po powrocie, w listopadzie 1936 usiłował podjąć pracę we Francji jako fotoreporter, lecz bez skutku. Powróciwszy do kraju w grudniu 1936, wygłaszał odczyty na temat Afryki, które były bogato ilustrowane przezroczami.
Zmarł w niespełna rok po powrocie z podróży na zapalenie płuc, które mogło być rezultatem wycieńczenia organizmu spowodowanego trudami podróży, malarią i operacją chirurgiczną nogi. Został pochowany na cmentarzu Górczyńskim w Poznaniu.

## Tam i z powrotem, czyli trasa podróży

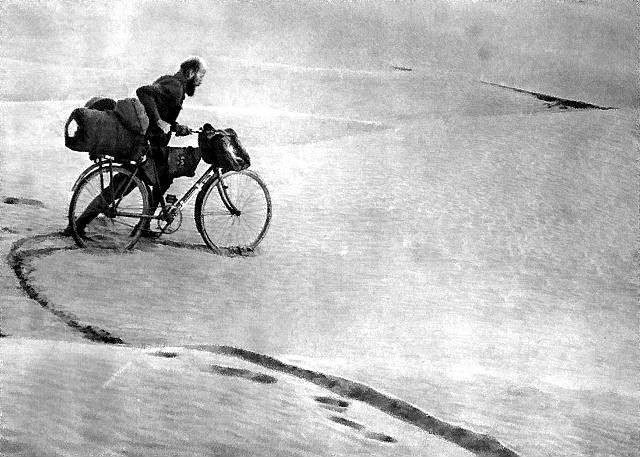
Podróżnik i jego rower na bezdrożach afrykańskiej pustyni.

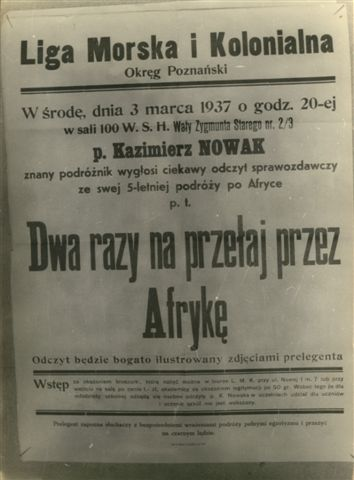
Plakat zapraszający na odczyt Kazimierza Nowaka ilustrowany zdjęciami z podróży dookoła Afryki organizowany przez Ligę Morską i Kolonialną (marzec, 1937)

Nazwy miast, państw i posiadłości są tu podane w postaci, jakiej używano w czasie jego podróży:
Droga na południe:
Start: listopad 1931 – Trypolis, Bengazi, Tobruk (Libia) → Kair (Egipt) → Chartum, Malakal (Sudan Anglo-Egipski) → Kongo Belgijskie → Elisabethville (Rodezja Północna) → Rodezja Południowa → Pretoria, Przylądek Igielny, meta: maj 1934 (Związek Południowej Afryki)
Droga na północ:
Start: maj 1934 – Przylądek Igielny, Kapsztad (Związek Południowej Afryki), Windhuk (Afryka Południowo-Zachodnia) → Angola → Leopoldville, Brazzaville (Kongo Belgijskie) → Fort Lamy (Francuska Afryka Równikowa) → Francuska Afryka Zachodnia → Algier, meta: listopad 1936 (Algieria)

## Bibliografia na temat podróżnika i jego dokonań

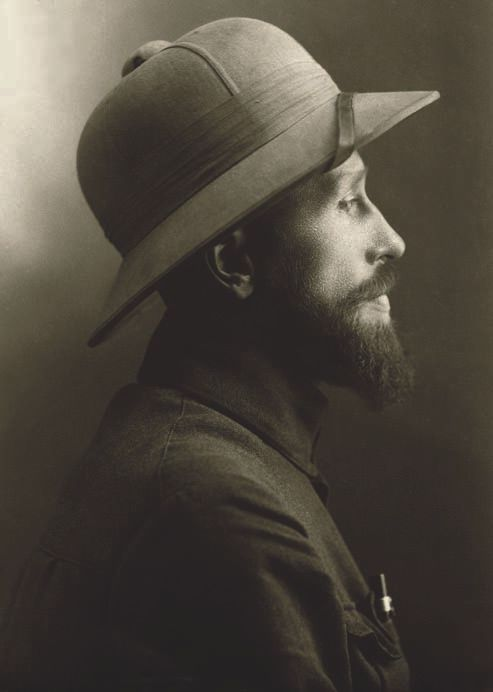
Zdjęcie podróżnika z profilu

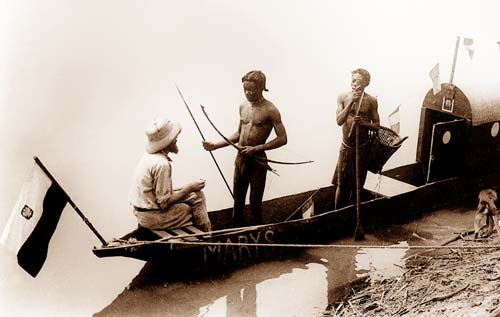
Część trasy Nowak pokonał łodzią ochrzczoną imieniem jego żony „Maryś”

## Tablice pamiątkowe

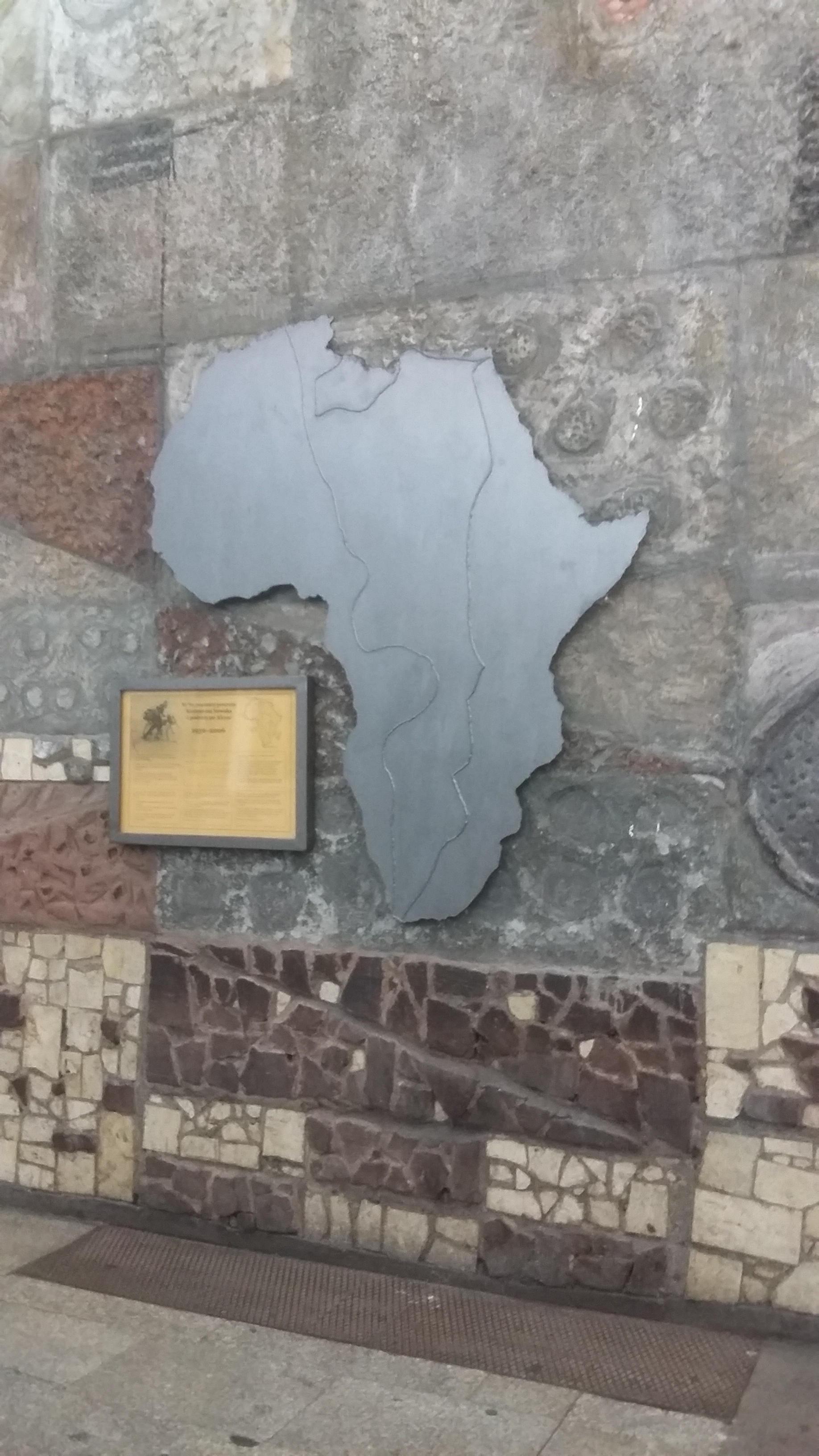
Tablica poświęcona podróżnikowi na Dworcu Głównym w Poznaniu.

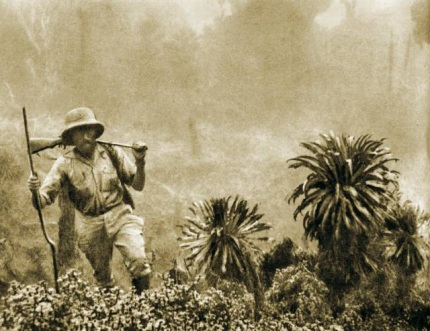
W górach Ruwenzori (pogranicze Ugandy i Kongo).

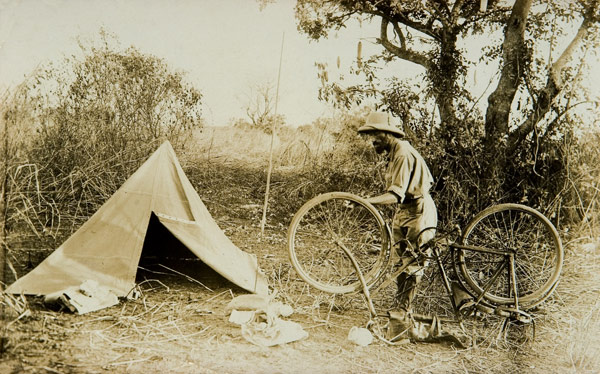
Naprawa roweru.

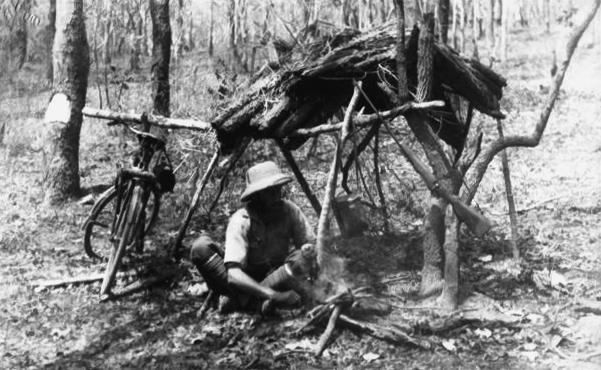
W czasie wolnym: przygotowywanie posiłku.

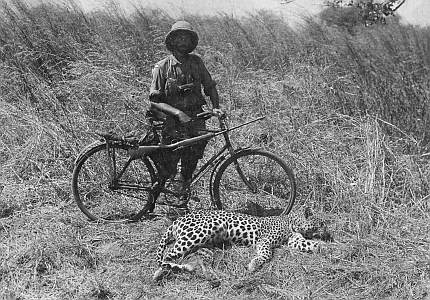
Polowanie na lamparta.

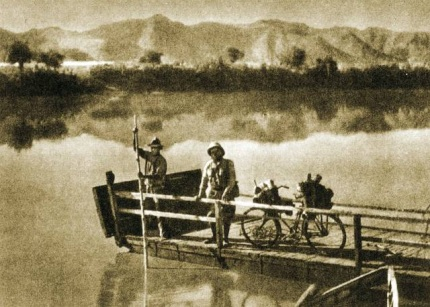
Przeprawa przez rzekę.

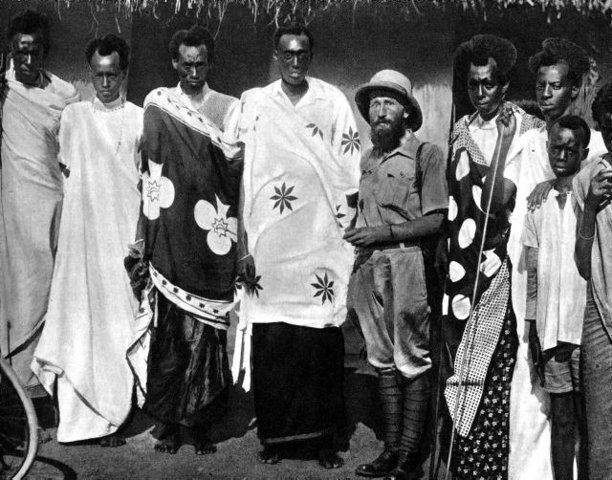
Wśród starszyzny, w środku stoi król plemienia.